# 接着歯学
接着歯学（せっちゃくしがく、Adhesive Dentistry）は歯質に接着性を有する歯科材料とその応用を扱う歯学の一分野。

## 歴史
1955年に報告されたリン酸エッチングによりエナメル質にシーラントを接着させた研究が接着歯学の始まりとされる。この報告以前の歯科治療の理論は、修復材料が歯に接着しないことが前提となって構築されていたが、以降は歯への接着やその評価についての研究が急速に進められるようになった。その結果、修復材料が歯から脱離するのを防ぎ、また、う蝕の再発を避けるために健全な歯質を切削する必要性が低下し、2000年には国際歯科連盟がう触治療の際のMinimam Interventionの概念を提唱した。